# Tiberi Semproni Llong (cònsol 218 aC)
Tiberi Semproni Llong (en llatí: Tiberius Sempronius C. f. C. n. Longus) va ser un magistrat romà del segle iii aC. Formava part de la gens Semprònia i era de la branca dels Llong, d'origen plebeu.
Va ser elegit cònsol amb Publi Corneli Escipió l'any 218 aC, quan començà la Segona Guerra Púnica. El senat li va assignar la província de Sicília, car els romans no creien que Hanníbal pogués passar els Alps. L'any 218 aC Semproni va ser enviat a l'Àfrica amb 160 quinquerrems per aplegar forces i provisions, mentre que Escipió va anar a Hispània per interceptar Hanníbal i Luci Manli Vulsó a pacificar el nord d'Itàlia. A Sicília va fer la guerra als cartaginesos i va conquerir l'illa de Malta, que estava en poder de Cartago, derrotant el general Hamílcar, fill de Giscó. Al seu retorn a Lilibèon va anar al nord de l'illa amb una flota per enfrontar-se a l'esquadra púnica, i la va poder rebutjar. Llavors, el seu col·lega Escipió el va cridar a Itàlia, perquè havia estat ferit i era atacat per les forces d'Hanníbal després de la batalla del Ticí. Com que era hivern, no va gosar a anar per la mar Adriàtica, i va travessar l'estret de Messana i va pujar fins Arimínium en quaranta dies. Allí es va reunir amb el seu col·lega, que era a l'esquerra del Trèbia. Va arribar al desembre i, contra el consell d'Escipió, Semproni va dirigir un ambiciós atac a la batalla de Trèbia. El seu exèrcit va carregar contra una trampa d'Hanníbal i va ser envoltat per les forces de Magó Barca, el germà d'Hanníbal. Malgrat que va ser una derrota sagnant, Tiberi Semproni i una força de 10.000 legionaris es van obrir pas a través de les línies cartagineses fins a la seva rereguarda i van escapar. Els dos cònsols es van haver de refugiar darrere les muralles de Placència.
El gener del 217 aC va tornar a Roma per a assistir al procés d'elecció dels nous cònsols. El va succeir Gai Flamini, i va tornar amb l'exèrcit al campament d'hivern.
Més tard, l'any 215 aC, va dirigir una força al sud d'Itàlia amb la qual va derrotar a Hannó prop de Grumèntum, a la Lucània. L'exèrcit de Semproni va matar 2.000 enemics i en va capturar 280 més, i va fer fora Hannó de la Lucània.
Més endavant, va ser decemvir sacris faciundis. Va morir l'any 210 aC. Va deixar un fill que portava el seu mateix nom: Tiberi Semproni Llong, que va ser cònsol l'any 193 aC.